# بوستان اندیشه
این بوستان واقع در منطقه ۷ شهرداری تهران و در محله سیدخندان، حدفاصل خیابان‌های شریعتی و سهروردی واقع شده است.
مساحت این بوستان بیش از ۳۰هزار متر مربع است. این بوستان با نام‌های دیگری مانند هلال احمر
، و شهید منفردنیاکی نیز شناخته می‌شود.

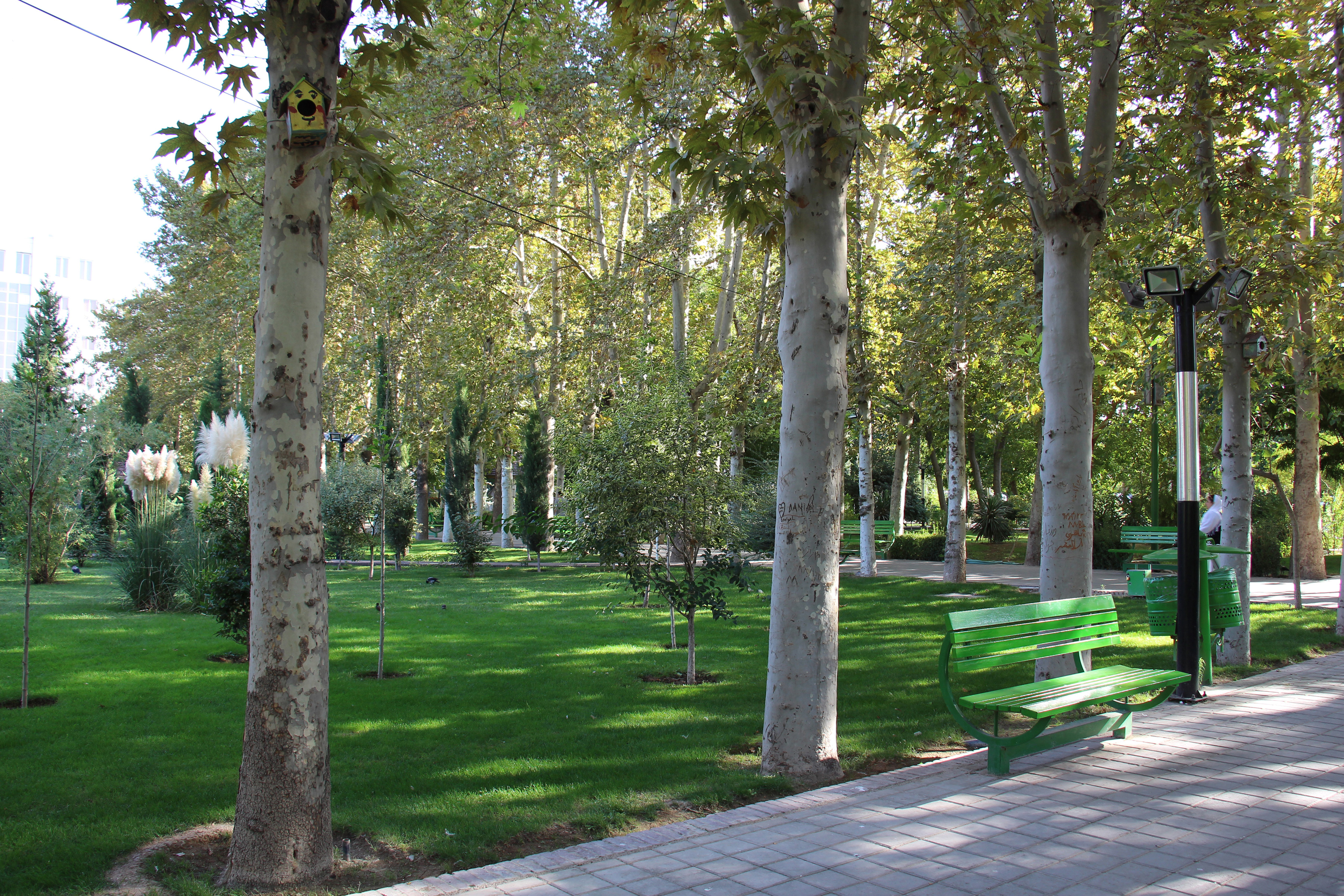
فضای سبز پارک اندیشه

## امکانات
اکثر قسمت‌های این بوستان پوشیده از فضای سبز چمن است. دیگر امکانات این بوستان عبارتند از:
- فرهنگسرای اندیشه
- کتابخانه اندیشه

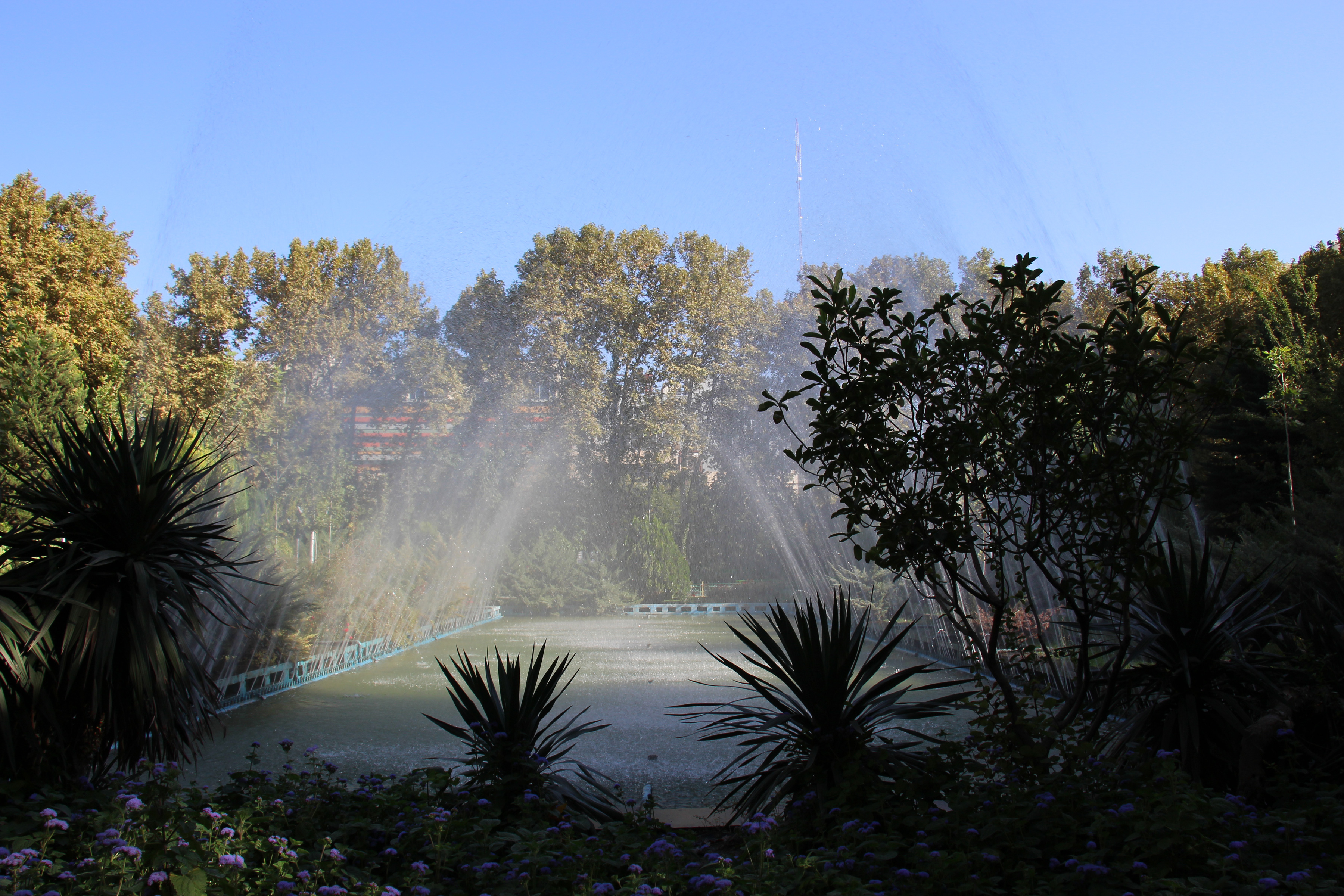
آب نمای بوستان اندیشه

- کافه پارک و رستوران فضای باز پیتزا شب

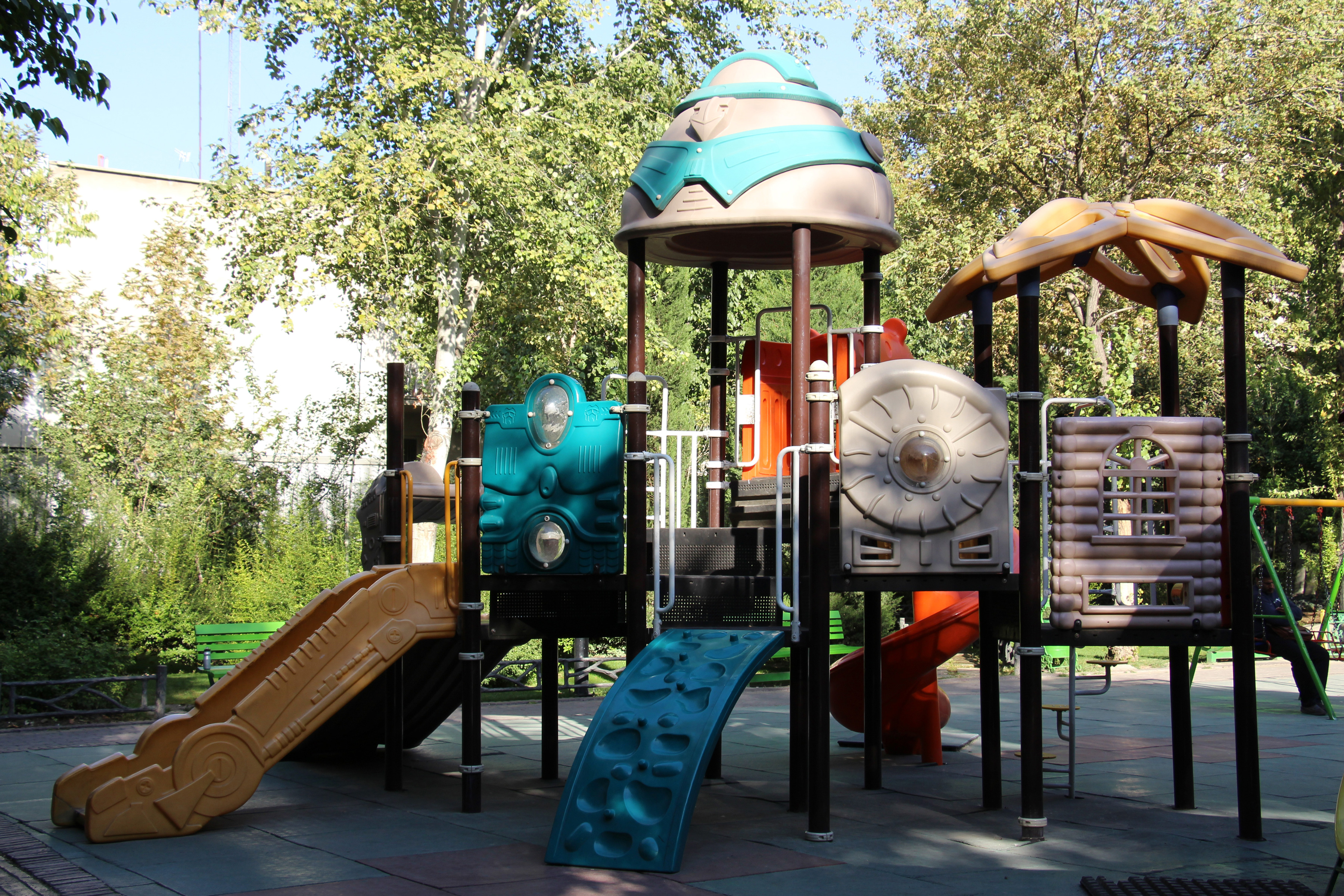
محیط بازی کودکان

- زمین بازی کودکان
- زمین بدمینتون
-کیوسک بازیافت
- کیوسک روزنامه فروشی

## سایر
این بوستان در مجاورت ساختمان شهرداری منطقه هفت قرار گرفته است. همچنین با توجه به موقعیت آن، در بسیاری از اعیاد مذهبی و ملی، مراسم و نمایشگاه‌های مختلف در فضای باز این بوستان برپا می‌شود.